# Château de Saint-Victor-de-Malcap
Le château de Saint-Victor-de-Malcap est une demeure située sur la commune française de Saint-Victor-de-Malcap dans le département du Gard.

## Histoire
il a été habité par Jules de Malbos (1782-1867), savant géologue et  spéléologue ardéchois, découvreur de la Grotte de la Cocalière.

## Présentation
Le château est organisé autour d'une cour carrée et est flanqué de deux tours rondes imposantes sur sa façade sud. Il est adossé à l'église du village.